# Iryna Bilyk
Iryna Mykolaïvna Bilyk (in ucraino Ірина Миколаївна Білик?; Kiev, 6 aprile 1970) è una cantante ucraina.

## Biografia
Ha scritto la sua prima canzone all'età di dieci anni. Nel 1995, si esibì per il presidente degli Stati Uniti Bill Clinton.
Ha prodotto dodici album musicali (tra cui diversi in russo e uno in polacco) e molti videoclip e continua ad essere attiva nell'industria musicale.
Nel 2007 ha sposato Dmytro Dykusar, suo partner nella seconda edizione del programma Dances with the Stars.

## Discografia
- 1990 – Kubala zozulja
- 1994 – Ja rozkažu
- 1995 – Nova
- 1996 – Tak prosto
- 1998 – Fabry
- 2000 – Oma
- 2002 – Biłyk
- 2003 – Kraïna
- 2004 – Ljubov'. Jad
- 2008 – Na bis
- 2014 – Rassvet
- 2017 – Bez grima

## Attivismo politico
Nel 2004, Bilyk ha partecipato al tour "Molod'–proty! Molod'–za!" a sostegno di Viktor Janukovyč, ma nel 2009 ha sostenuto il suo rivale politico Julija Tymošenko, prendendo parte al tour "Z Ukrainoju v serci".
Bilyk sostiene la comunità LGBTQ+ e ha pubblicato "Ne khovai ochei", un brano uscito in occasione della Giornata internazionale contro l'omofobia, la bifobia e la transfobia, il 17 maggio 2018, per il KyivPride del 2018, dedicato alle persone che non nascondono la propria identità sessuale e di genere.
Nel 2024, Bilyk ha registrato una risposta a Filipp Kirkorov, che aveva tenuto un concerto cantando la sua canzone "Sneg" per i militari russi. Ha pubblicato la risposta sul suo profilo Instagram, dove ha recitato una poesia in russo sulla melodia della canzone "Sneg", accompagnata da immagini della distruzione delle città ucraine e degli attacchi missilistici dell'esercito russo. Nella poesia, Bilyk ha sottolineato che Kirkorov aveva "perso la dignità", "venduto l'anima al diavolo" deridendo l'Ucraina, ed ha espresso la speranza che Dio lo punisca.